# Cho-ko-nu

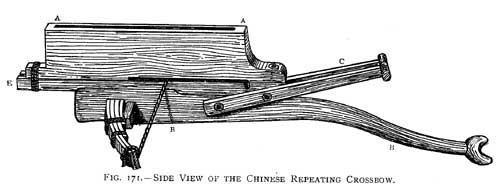
Desenho da besta de repetição chinesa, vista de lado. A aljava é a câmara rectangular que assenta sobre a haste e o arco da besta. Dentro da haste estariam alojados até uma dúzia de virotes.

Cho-ko-nu ou chu ko nu (chinês: 諸葛弩, pinyin: Zhūgě nǔ) ou besta de repetição chinesa é uma besta que tem origem na China Antiga, sendo que o exemplar mais antigo conhecido deste tipo de besta de repetição remonta à Dinastia Han.
Crê-se que terá sido concebida pelo estratega e comandante chinês Zhuge Liang (181–234 d.C.), no século III d.C., pelo que dois dos nomes comuns desta arma se tratam de substantivos antroponímicos alusivos a ele.

## Nomenclatura
A besta de repetição chinesa, denominada «chu-ko-nu», em mandarim «zhuge nu»(chinês tradicional: 諸葛弩, pinyin: Zhūgě nǔ ou «lian nu» (chinês tradicional: 連弩, pinyin: Lián Nŭ) e, ainda, em coreano «sunogung», trata-se de uma arma extremamente rudimentar.

## História

### Origem

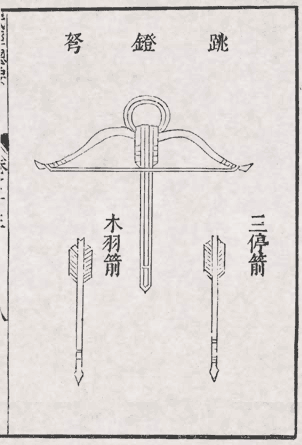
Desenho da besta chinesa clássica, a nǔ (弩).

Há controvérsia em torno da possível origem deste tipo de besta. Isto porque a tese propalada por certos autores, de que a besta de repetição chinesa é anterior à sua concepção por Zhuge Liang, assenta num conjunto de representações gráficas mais antigas conhecidas desta arma, encontradas na biblioteca de Chu, que datam de 250 a.C., antes da morte do general.
Porém, a tese mais plausível, defendida pela historiografia moderna, é a de que os historiadores da dinastia Ming terão julgado que o modelo de besta de repetição chinesa concebida por Zhuge, que efectivamente lançava vários virotes ao mesmo tempo, era mais antigo do que realmente era, pelo que o terão confundido com a besta chinesa original, a nǔ (弩).
Com efeito, basta ver que, de acordo com Wu-Yue Chunqiu, na obra «History of the Wu-Yue War», redigida por ocasião da dinastia Han Oriental, a besta chinesa foi inventada na pendência do Período dos Estados Combatentes, na província de Chu, no século IV a.C., vários séculos antes do aparecimento da besta de repetição chinesa.

### Difusão e uso
A besta de repetição chinesa manteve-se em uso ao longo da dinastia Han e Qing, praticamente até ao fim do séc. XIX. Este tipo de besta era fundamentalmente uma arma de assédio (poliorcética), geralmente usada por tropas que dispunham de seteiras, balestreiros e buitreiras nas muralhas, que eram redutos seguros de onde podiam disparar e recarregar, correndo pouco risco de ser alvejados pelo inimigo.
Em todo o caso, a besta de repetição chinesa não foi uma arma empunhada exclusivamente pelo exército imperial, na verdade, além das variantes militares, também se contam algumas variantes domésticas, com dimensões e particularidades diferentes das militares. Dado o seu reduzido poder de tracção, que não orçava mais do que uns míseros 15 quilos, os virotes eram amiúde ervados com acónito, para colmatar a parca letalidade dos disparos simples. Com efeito, há abonações literárias, que ilustram esta situação:
Em 180 d.C, Yang Xuan inventou uma variante móvel deste tipo de besta, que se servia das rodas das carroças, em que assentavam, para activar o gatilho da besta e accionar a alavanca de rearmamento:
Na altura da Dinastia Ming, começam a aparecer versões desta arma de maior envergadura, concebidas para servirem de armas de assédio. Durante a mesma dinastia, chegou-se inclusive a usar as bestas de repetição chinesas em embarcações, fosse em abordagens de pirataria ou em batalhas navais.
Ulteriormente, terá sido trazida para a Coreia, no reinado de Sejongue (1418–1450).

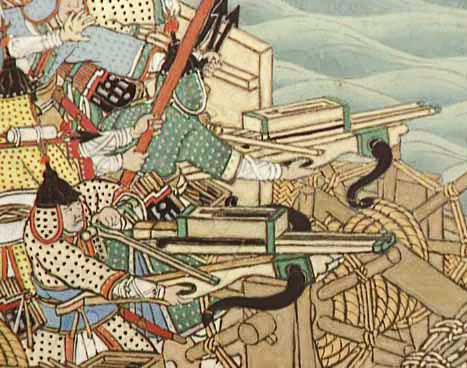
Representação de besteiros chineses, a manobrar Cho-ko-nu, em batalha naval

Estas bestas continuaram a ser usadas, já durante a dinastia Qing, quando era por demais evidente que não eram capazes de porfiar com as armas de fogo que, entretanto, ganhavam cada vez mais popularidade. Com efeito, a última utilização mais notável da besta de repetição chinesa teve lugar na pendência da guerra sino-nipónica (1894–1895).
A estrutura base desta arma manteve-se essencialmente imutável ao longo dos séculos, desde a sua concepção no século terceiro depois de Cristo, até aos finais do século XIX, altura em que entrou em profunda decadência, tendo entrado em desuso já no século XX.

## Características
Concebida por Zhuge Liang, no século III d.C., esta variedade de besta correspondia a uma inovação da besta chinesa clássica (nǔ, 弩). O primeiro protótipo era capaz de disparar até dois virotes de um só hausto, sendo que as versões ulteriores da arma, apesar de não lançarem dois projécteis de uma só vez, já eram capazes de lançar até 10 virotes, no espaço de 15 segundos. Geralmente, os virotes desta besta eram envenenados.

### Aljava
Quanto à aljava, trava-se de uma câmara de madeira oca, que continha os virotes na horizontal, em fileira, situando-se directamente por cima da haste, fazendo deslizar os virotes para a calha da haste, por efeito de se puxar uma alavanca e da própria acção da gravidade. O mecanismo da noz, estava feito de tal ordem, que era possível ao besteiro armar a besta e desfrechar o virote, num único movimento fluído.
A variante que disparava dois virotes no mesmo disparo, caracterizava-se por ter a aljava 19 milímetros mais larga, do que as outras bestas de repetição. A câmara da aljava continha uma divisória fina, mesmo ao centro, clivando o espaço em dois compartimentos. Em cada compartimento estavam fileiras de 12 virotes, uns sobre os outros, na horizontal. A haste dispunha de duas calhas paralelas, em cada qual assentava o seu respectivo virote. Ao accionar a alavanca, a noz do arco da besta embatia no conto dos dois virotes, impelindo-os ao mesmo tempo.

### Coronha
As bestas de repetição chinesas dispunham de uma empunhadura ou coronha, semelhante às das pistolas e faziam-se valer de um mecanismo de alavanca, que se tinha de empurrar de baixo para cima e de trás para a frente, para efectuar o armamento do virote na haste.

### Dimensões

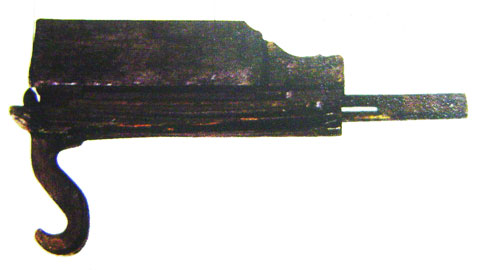
Exemplar moderno de besta de repetição chinesa

No que toca às dimensões das bestas de repetição chinesas militares, as hastes teriam cerca de um metro de comprimento, pesando à volta de cinco quilos. Os virotes projectados, por seu turno, mediriam entre 30 a 40 centímetros de comprimento e entre 8 e 10 milímetros de diâmetro.
Quanto às variedades domésticas desta besta, mais simples, munidas de arco recto (que mais as assemelhava a fisgas), que eram de uso comum pelos plebeus, para defesa domiciliar. No que toca às suas dimensões, estas versões domésticas da besta de repetição chinesa tinham arcos de 45 centímetros de largura (não há semicircunferência, porque o arco, para todos os efeitos é uma trave perpendicular à haste); hastes com 56 centímetros de comprimento; aljavas com 6 centímetros de comprimento, que aumentavam a extensão da haste; e projectavam virotes com 8 milímetros de diâmetro e 18 centímetros de comprimento.

## Virotes
Os virotes chineses eram peculiares, costumavam ser feitos de bambu, eram cilíndricos, ligeiramente mais finos junto à ponta e mais grossos, no lado oposto, junto ao conto. As pontas eram feitas de metal, sem farpas. Tradicionalmente não continham rémiges, só mais tarde, na dinastia Ming, começam a surgir variantes com rémiges de pena de ganso.

### Desvantagens
O poder de tracção desta besta era bastante reduzido, não orçando mais do que 15 quilos, o que ficava muito aquém das bestas convencionais suas coevas utilizadas no Ocidente.
O alcance útil desta besta também deixava bastante a desejar, não ultrapassando os 70 metros em arco, ao passo que a gastrafeta grega, concebida quase dois séculos antes, conseguia um alcance de pouco mais do dobro.
Também pecava por ter fraca pontaria:
Dada a sua fraca pontaria, as suas munições ligeiras, o seu fraco poder de disparo e de alcance, as bestas de repetição chinesas eram muito pouco eficazes contra adversários couraçados, daí que até precisassem de envenenar os virotes, para conseguir maximizar o dano.

### Vantagens
As bestas de repetição chinesas tinham uma cadência de tiro superior às bestas convencionais ocidentais, suas coevas. A título de exemplo, uma besta pesada de arco de aço, só era capaz de desembestar dois tiros por minuto.
Por seu turno, as bestas de repetição chinesas, além de os primeiros protótipos serem capazes de disparar até dois virotes de um só hausto, também houve versões ulteriores da arma, que embora não lançassem dois projécteis de uma só vez, eram capazes de lançar entre 7 e 10 virotes, no espaço de 15 a 20 segundos.

Eram especialmente úteis em contexto de cerco, porquanto eram capazes de desferir fogo supressivo rápido, a curta distância ou mesmo à queima-roupa, sobre hordas invasoras, fosse em campo aberto, fosse em contexto de escalada de muralhas.